# Васильевское (Пермский край)
Васильевское — село в составе Ильинского городского округа в Пермском крае.

## Географическое положение
Село расположено в южной части округа на расстоянии примерно 16 километров по прямой на юг-юго-восток от поселка Ильинский.

## Климат
Климат умеренно-континентальный с продолжительной холодной и снежной зимой и коротким летом. Средняя температура января −15 °С. Лето умеренно-теплое. Самый теплый месяц — июль. Средняя температура июля +17,8 °С. Продолжительность холодного периода составляет 5 месяцев, теплого 7 месяцев, а смена их происходит в октябре — осенью, весной в первой половине апреля. Число дней со снежным покровом по многолетним данным составляет от 171 до 176 дней. Годовая сумма осадков −553 мм.

## История
Село упоминается с 1700 года как починок Новой. В 1725 году уже считалось селом Васильевским по местной церкви «Во имя трех святителей» (Василия Великого, Григория Богослова и Иоанна Златоуста). В советское время работали товарищество «Коневод», колхоз им. Калинина, совхоз «Васильевский». преемником которого является нынешнее ООО «Васильевское». До 2020 являлось центром Васильевского сельского поселения Ильинского района, после упразднения которых входит непосредственно в состав Ильинского городского округа.

## Население
Постоянное население составляло 531 человек в 2002 году (94 % русские), 515 человек в 2010 году.